# 阿拉伯街 (新加坡)
1°18′8.1″N 103°51′29.6″E / 1.302250°N 103.858222°E
阿拉伯街（英語：Arab Street）是新加坡的一条街道，因有许多阿拉伯商人在此生活和工作而得名。当地华人称这条街道为“jiau a koi ”，即爪哇街，因为这条街上生活了很多爪哇人。而在泰米尔语中，这条街被称为“pukadai sadkku ”，即花店街，因为出售自己的鲜花的爪哇妇女。街道两侧遍布各类店铺。
阿拉伯街也有很多印尼和马来西亚人的商店，其中很多商家从事马来传统服装纱笼的制作和销售。
1889年，该街道曾发生大火。